# Mapa de vulnerabilidad
Un mapa de vulnerabilidad de una determinada área geográfica, frente a la posibilidad de que en ella ocurran daños a causa de eventos hidrogeológicos, se basa en las características naturales del terreno, tales como:
- topografía;
- geología;
- presencia de fallas geológicas activas
- condiciones geomecánicas.

Considera además las características hídricas del área mapeada, como son:
- presencia de cursos de agua y su régimen hídrico;
- presencia de lagos y lagunas, considerando las oscilaciones de nivel de los mismos;
- zonas de recargas de acuíferos;
- zonas costeras bajas.

El mapa de vulnerabilidad permite programar las medidas de protección, caso las áreas más vulnerables deban ser utilizadas, y reglamentar aquellos usos que comportan menos riesgo. Es un instrumento importante para conseguir el desarrollo humano y medio ambiental sostenible.